# Spoons
Il gioco di carte Spoons prende il nome dall'utensile da cucina utilizzato per giocare. Spoons, che in inglese significa cucchiai, è un gioco molto diffuso negli Stati Uniti grazie alla semplicità di gioco.
Spoons, anche se lontanamente, assomiglia al gioco di carte italiano merda.

## Prima di giocare
Il numero di partecipanti può variare da 3 a 8 giocatori.
Spoons utilizza un mazzo di carte francesi da 52 senza jolly.
Per giocare occorrono tanti cucchiai quanti sono il numero di partecipanti meno uno. (Esempio: con 5 giocatori occorrono 4 cucchiai).

I cucchiai devono essere disposti a cerchio al centro del tavolo di gioco. Questi devono essere, sommariamente, equidistanti dai giocatori più vicini e ogni giocatore deve poter toccare senza difficoltà il cucchiaio più vicino a se stesso.
Anche i giocatori, come i cucchiai, devono disporsi a cerchio chiuso intorno al tavolo da gioco.

## Svolgimento del gioco
Il mazziere di turno, una volta mescolate, deve distribuire 4 carte a testa e depositare il tallone sul tavolo al suo fianco sinistro.

Una volta avvisati i giocatori dell'inizio del gioco, il mazziere deve prendere la prima carta dal tallone. Egli può cambiarla e scartare la carta che è stata sostituita oppure scartare la stessa carta pescata. La carta scartata deve essere passata al giocatore sulla destra. Ogni giocatore, tranne il mazziere, riceve la carta scartata dal giocatore alla sua sinistra e può quindi decidere se tenerla o scartarla a sua volta al compagno alla sua destra.

Il passaggio delle carte deve avvenire in sincronia: il mazziere avvisa, a voce, gli altri giocatori quando passare le carte. Ogni giocatore, ad ogni passaggio, deve avere in mano quattro carte, una da scartare e nessun'altra.

L'ultimo giocatore (trash in inglese, cestino in italiano) deve ammucchiare le carte alla sua destra. Quando il tallone finisce il mazziere deve prendere le carte dal mucchio che si è depositato alla sua sinistra (quello fatto dall'ultimo giocatore).
Terminata la partita si cambia il mazziere (normalmente viene fatto dal giocatore sulla destra) e si ricomincia il gioco.

## Scopo del gioco
Chi riesce a collezionare quattro carte dello stesso valore deve prendere un cucchiaio. I giocatori, anche se non possiedono le quattro carte dello stesso valore, devono riuscire a recuperare un cucchiaio prima che non ve ne siano più. Infatti perde chi, a fine gioco, rimane senza cucchiaio.
Come nel gioco infantile Asino, in spoons ad ogni perdita viene affibbiata una lettera della parola stessa. Quando un giocatore completa la parola spoons, perde.

## Particolarità di gioco
Oltre ad essere un gioco di velocità, spoons, è un gioco di bluff: il giocatore, che per primo ha collezionato le quattro carte dello stesso valore, può prendersi il cucchiaio in modo da non farsi notare dagli avversari e può continuare a far finta di giocare (naturalmente deve conservare le quattro carte in modo da mostrare a fine gioco il reale possesso delle carte vincenti). A loro volta, se vogliono, i primi giocatori ad accorgersi della mancanza di un cucchiaio possono prenderlo e fingere di giocare.
Questa 'tattica' viene messa in pratica solo per rendere il gioco più divertente e ridere (naturalmente senza farsi notare) degli altri giocatori ignari della vostra vincita.

## Penalità
Se un giocatore tocca o prende un cucchiaio senza essere in possesso delle carte vincenti perde la partita.